# Eupannonicum flóravidék
Az Eupannonicum (Alföldek) a Pannonicum flóratartomány legnagyobb területű flóravidéke. Ide soroljuk Magyarország területének többségét. Északnyugat felé jóval túlnyúlik határainkon: nemcsak a Bécsi-medence tartozik hozzá, de a Morva-mező is. Kelet és dél felé is eltávolodik az országhatártól, egészen a hegyvidékek lábáig. A flóravidék fő jellemzője, hogy síkság. Növényzete alapvetően délkeletről, a legutolsó eljegesedés után települt be, ezért a pontusi flóraterület növényzetével rokon. A hosszú, elszigetelt fejlődés miatt több bennszülött faj is kifejlődött itt.
Fő talajképző kőzetei a folyók lerakott alluviális üledékei (homok, iszap, agyag), valamint a szélhordta (átmozgatott, illetve idehozott) homok és lösz.
Éghajlata túlnyomórészt az erdős sztyepp övének felel meg, de egyes tájai (Kisalföld nyugati része, Nyírség, Észak-Alföld, Dráva-sík) már a zárt tölgyes zónába tartoznak. Eredeti növénytakarójából a mezőgazdaság térhódítása következtében csak töredékek maradtak fenn.

## Jellemző növénytársulások
Jellegzetes klimax növénytakarója az üdébb homoktalajokon a gyöngyvirágos tölgyes, a szárazabb homok-, illetve löszterületeken a pusztagyep, illetve a löszpusztarét. Az egykori kiterjedt árterületeket és lápokat borító liget- és láperdőknek már csak nyomai lelhetők fel. A nagyrészt másodlagos szikeseken szolonyec (Tiszántúl), illetve (a Solti-síkságon) szoloncsák szikes puszták alakultak ki, a Tiszántúlon helyenként sziki tölgyesekkel. A kedvezőbb klímájú Nyírségben, valamint a nagyobb folyók (Dráva, Rába, Felső-Tisza) völgyeiben gyakoriak voltak a gyertyános–tölgyesek is.

### Növénytársulások élőhelyenként
- Folyók árterein:
  - bokorfüzesek,
  - pufahaligetek,
  - keményfaligetek,
  - mocsárrétek.

- Lösztáblákon:
  - löszgyepek,
  - lösztölgyesek.

- Homokbuckákon:
  - nyílt és zárt homoki gyepek,
  - nyáras-borókások,
  - nyílt és zárt pusztai tölgyesek.

- Szikes területeken:
  - sziki mocsarak,
  - nedves és száraz szikesek,
  - sziki tölgyesek.

- Lefolyástalan medencékben és morotvákban:
  - síklápok és átmeneti lápok,
  - láprétek,
  - láperdők.

## Jellemző növényfajok
Az igazán jellegzetes faj aránylag kevés. Ismertebb endemikus élőlényei:
- sóballa (Suaeda pannonica),
- homoki kikerics (Colchicum arenarium),
- kéküstökű csormolya (Melampyrum nemorosum ssp. debreceniense)
- magyar nőszirom (Iris aphylla ssp. hungarica),
- magyar kökörcsin (Pulsatilla pratensis ssp. hungarica),
- rákosi csenkesz (Festuca wagneri),
- magyar csenkesz (homoki csenkesz, Festuca vaginata),
- magyar sóvirág (Limonium gmelini ssp. hungaricum),
- kései szegfű (Dianthus serotinus),
- tartós szegfű (Dianthus diutinus),
- erdélyi hérics (Adonis transsylvanicus),
- erdélyi útifű (Plantago schwarzenbergiana),
- debreceni torma (Armoracia macrocarpa).

A fás fajok közül az ártereken jellegzetes:
- fekete galagonya (Crataegus nigra),
- magyar kőris (Fraxinus angustifolia ssp. pannonica) – ez a Dél-Dunántúlon is jellemző.

## Flórajárásai
A flóravidék magyarországi részét az alábbi flórajárásokra osztjuk:
- Kisalföld (Arrabonicum flórajárás);
- Mezőföld és Solti-síkság (Colocense flórajárás);
- Duna–Tisza köze (Praematricum flórajárás);
- Dél-Alföld és Dráva-sík (Titelicum flórajárás) – a Dráva-síkot egyes szerzők önálló Dravense flórajárásként (Dráva-melléki flórajárás) elkülönítik;
- Tiszántúl (Crisicum flórajárás);
- Nyírség (Nyírségense flórajárás);
- Észak-Alföld (Samicum flórajárás);